# Antonio Joli
Antonio Joli (ur. ok. 1700 w Modenie, zm. 29 kwietnia 1777 w Neapolu) – włoski malarz, znany przede wszystkim z wedut.
Mieszkał m.in. w Modenie, Rzymie (gdzie współpracował z Panninim oraz rodziną Galli da Bibiena), Wenecji (członek założyciel Accademia di Belle Arti di Venezia), Londynie, Madrycie i Neapolu. Podróżował też do Niemiec.